# Hélène Grimaud
Hélène Grimaud (Aix-en-Provence,  7 de novembro de 1969) é uma pianista, escritora e ativista francesa,. Como artista é uma das mais marcantes da sua geração. 

## Biografia
É descendente de uma família com diferentes acervos culturais: do lado do pai tem o ramo sefardita do Norte de África, e do lado da sua mãe descende de judeus da Córsega. A sua família mudou o seu apelido (de Grimaldi para Grimaud) antes de Hélène nascer. Aos sete anos descobriu o piano e começou a sua formação com Jacques Rouvier. Estudou no Conservatório de Marselha com Pierre Barbizet. Foi aceite em 1982, com 13 anos, e ganhou o prémio do Conservatório de Paris. Estudou com Gyergy Sándor (estudante de Bela Bartok) e Leon Fleisher (aluno de Maria Curcio e rthur Schnabel) até 1987.

## Carreira musical
Tinha 15 anos quando gravou a Segunda Sonata de Sergei Rachmaninov, um trabalho exuberante que requer meios de piano de primeira classe, uma ciência do som, a organização de planos sonoros, uma ideia superior de forma e grande inspiração para manter a distância. Ganhe o Grande Prémio do Álbum charles Cros Para esta gravação. Saiu vitorioso desta primeira gravação, salvando todos os obstáculos, brincando com deboche sábio, organizando magistralmente esta grande forma cíclica tão difícil de destacar por outros pianistas.2
Mas a sua carreira ainda não foi lançada. Durante o verão de 1987, com a modéstia e o sentimento de dúvida que caracterizam a sua personalidade, Héléne Grimaud arriscou aparecer perante Jorge Bolet, que deu aulas públicas de performance no Festival Internacional de Piano em La Roque d'Anthéron (sul de França). Quando já era conhecida pelos especialistas, Héléne Grimaud tocou para o grande pianista americano de origem cubana. Escolheu "Arés une lecture du Dante", de Franz Liszt, perante Jorge Bolet, que é talvez o seu melhor intérprete. Estava entusiasmado.
Em 1987 iniciou a sua carreira a solo, num recital com a Orquestra de Paris dirigida por Daniel Barenboim. Teve outros encontros altamente formadores, frequentando assiduamente o Festival do violinista lituano Gidon Kremer, na Lockenhaus (Áustria), participou em inúmeros festivais e concertos em todo o mundo e tocou com os melhores maestros e orquestras.
É uma das artistas mais populares em França, graças à sensibilidade da sua tocar, à sua espontaneidade, à sua capacidade de comunicar com o público, para captar a sua atenção assim que sobe ao palco. Na década de 1990, instalou-se no estado da Florida, onde o namorado era professor de fagote. Em 1995 estreou-se com a prestigiada Orquestra Filarmónica de Berlim, sob a batuta de Claudio Abbado e em 1999 com a Orquestra Filarmónica de Nova Iorque dirigida por Kurt Masur.
As suas atuações têm sido elogiadas pelos críticos que receberam menções e prémios, incluindo a Gravação Musical do Ano de Cannes, o Diapason d'Or, o Grand Prix du Disque e o Prémio da Academia De Discos no Japão, pelo seu estilo musical refinado.
A música romântica alemã está no centro do seu repertório. Grimaud faz o repertório tradicional soar raramente contemporâneo. Após os seus primeiros álbuns insatisfatórios para o artista, Grimaud começou a conceber os seus álbuns como propostas unitárias, em que as obras que os compõem mantêm algum tipo de ligação espiritual. O CD Creed tendia de um século para o outro: a Sonata op. 31 n.º 2 e a "Fantasia Coral" de Beethoven são emolduradas pela Fantasia num Ostinato de John Corigliano e Credo de Arvo Part. Nas notas ao disco, explica que "a respiração da Tempestade ressoa na Fantasia Coral e no Credo de Pert". Por outro lado, a peça de Corigliano deriva do Allegretto da Sinfonia n.º 7. No álbum seguinte, Reflection, Grimaud concentrou-se no trio musical formado por Robert Schumann, sua esposa Clara, e Johannes Brahms. A pianista alcançou o seu disco mais apreciado criticamente, pela sua versão do Concerto Menor de Schumann, que já tinha gravado para a editora Erato. Esta nova leitura foi definida na revista inglesa Grammophone como "uma das mais comoventes e explosivas".
Em seguida, lança o Concerto para Piano n.º 5, "Imperador" (com Vladimir Jurowski ao leme da Staatskapelle Dresden) e a Sonata op. 101 de Beethoven, na qual está especialmente interessada, sem o "pathos", na dimensão intelectual dessa música.
Em 2013 publicou a sua gravação dos dois concertos de Brahms como resultado da sua estreita afinidade com o compositor. Andris Nelsons dirige a Orquestra Sinfónica da Rádio Bávara no Primeiro Concerto e a Orquestra Filarmónica de Viena no Segundo. Com a sua paixão e convicção musical, Héléne Grimaud, juntamente com Andris Nelsons e duas das melhores orquestras do mundo, sobe ao "Everest" do repertório de concertos para piano e orquestra. "A música de Brahms expressa a vida reduzida à sua essência emocional", diz. "Tocar o Primeiro Concerto equivale a ser absorvido pelo próprio drama da vida do jovem compositor. O Segundo Concerto é como uma memória gigantesca: uma meditação delicada e doce".
O seu último álbum para a Deutsche Grammophon é "Agua". Combinando peças de piano de compositores do século XIX e XX, incluindo Berio, Ravel, Liszt e Debussy, e reunindo duas performances de um projeto de dois anos em colaboração com o compositor e produtor Nitin Sawhney. Grimaud diz que é um álbum desenhado para ser ouvido do início ao fim. "Basicamente, leva-o desde a última nota de Berio e isso leva à primeira nota de Toru Takemitsu e assim por diante", diz Grimaud. As peças correm como água movendo-se através de diferentes humores.
É um conjunto de oito peças, como "Wasserklavier" (1925-2003), de Luciano Berio, "Almeria" (1860-1909) e "Rain Tree Sketch II" (1930-1996), de Isaac Albéniz, ligado por sete intervalos compostos pelo londrino Nitin Sawhney (1964). "Barcarolle" de Gabriel Fauré (1845-1924), "Jeux d'eau" de Maurice Ravel (1875-1937), "Les jeux d'eau' la Villa d'Este", de Franz Liszt (1811-1937), "Les jeux d'eau' la Villa' la Villa d'Este", de Franz Liszt (1811- 1886), "In The Mists", de Leos Janácek (1854-1928) e "La cathédrale engloutie" (1862-1918), completam a sua seleção, na qual o critério, muito subjetivo, foi abstração, excluindo peças programáticas, como 'Ondine' de Ravel.

## Escrita
Além da carreira artística musical e da gestão de um centro de conservação de lobos, Grimaud também escreve e tem três livros publicados:
- Variations sauvages, Robert Laffont, 2003: Variations sauvages - obra autobiográfica, profunda e cheia de humor, onde a artista descreve a infância, adolescência e juventude, insubmissa, num mundo que não deixa de lhe querer impor regras que recusa.
- 'Leçons particulières, Robert Laffont, 2005: Leçons particulières tem uma dimensão mais filosófica e poética. Hélène Grimaud interroga-se sobre o sentido da sua vida : os concertos, viagens, a busca da perfeição e o tempo que foge.
- Retour à Salem, Albin Michel, 2013

Hélène Grimaud escreveu prefácios para várias obras:
- Shaun Ellis et Monty Sloan, Le Loup, sauvage et fascinant, Michel Lafon, 2006 (ISBN 2749905389)
- Stéphane Barsacq, Johannes Brahms, Actes Sud, 2008 (ISBN 9782742778348)
- Alfred Cortot, Aspects de Chopin, Albin Michel, 2010 (ISBN 9782226195906)

## Outros interesses
A pianista é um ativista pela proteção dos lobos e atualmente lidera uma fundação. Estuda o comportamento deste animal depois de obter todos os diplomas necessários. Isto não é um hobby: Héléne Grimaud é correspondente de várias organizações científicas. Mulher solitária e secreta, partilha a sua vida com uma matilha de lobos, da qual nunca se desvia muito tempo. A conservação da música e da vida selvagem pode não parecer ter muito em comum na superfície, mas Grimaud disse que a ajudam a encontrar o que realmente importa. A pianista francesa criou um centro de conservação de lobos em Nova Iorque, porque "eles têm muitos mitos, muitas histórias e mistérios, que não são verdade; é isso que os torna interessantes. Desde 1999, o seu centro tem organizado palestras, visitas guiadas, sessões de cinema e recitais de música.
Pela sua experiência com os lobos diz: "Aprende-se a conhecer outro ser nos seus termos, o que é uma grande lição de humildade, baseada em ouvir e prestar atenção e estar consciente. Trata-se de viver o momento e essa interação tem de ser 100% física, intelectual, emocional, espiritual." Mas não é isso que ele acha mais interessante deste predador em extinção. Os lobos lembram-nos um tema mais amplo que afeta todo o planeta. "É preciso salvar o habitat. Não pode falar a sério sobre a preservação da espécie sem falar da sua casa. É sobre a saúde do ecossistema em geral"
Grimaud tem a capacidade particular conhecida como sinestesia, o que no seu caso a faz representar a música com cores. Às vezes, quando tocas piano ou ouves música, experimentas os sons a cores. A sinestesia é consistente. Para ela, ré menor é sempre azul escuro, dó menor é sempre preto, o sol é verde, fá é vermelho e si bemol é amarelo. "A cor muda com cada modulação, mas a cor dominante é a da tonalidade em que a peça é escrita. Não acontece sempre que tocas ou ouves música e não ajuda necessariamente a memorizar a música, mas é, no entanto, uma coisa bonita de experimentar", disse.